# Voyage avec Haru
Pour plus de détails, voir Fiche technique et Distribution.
Voyage avec Haru (春との旅, Haru to no tabi) est un film japonais réalisé par Masahiro Kobayashi, sorti en 2010.

## Synopsis
Tadao, un pêcheur âgé, et sa petite-fille Haru vivent dans petit village côtier de Hokkaido. Lorsqu'il perd son travail, Haru le convainc d'aller vivre à Tokyo.

## Fiche technique
- Titre : Voyage avec Haru
- Titre original :春との旅 (Haru to no tabi?)
- Réalisation : Masahiro Kobayashi
- Scénario : Masahiro Kobayashi
- Musique : Junpei Sakuma
- Photographie : Kenji Takama
- Montage : Naoki Kaneko
- Production : Muneyuki Kii et Naoko Kobayashi
- Société de production : Mainichi Newspapers, Hokkaido Shinbun Press, Asmik Ace Entertainment, Laterna, Monkey Town Productions et Toei Video Company
- Pays de production :  Japon
- Genre : drame
- Durée : 134 minutes
- Dates de sortie : 
  - Japon : 22 mai 2010[1]

## Distribution
- Tatsuya Nakadai : Tadao Nakai
- Eri Tokunaga : Haru Nakai
- Hideji Ōtaki : Shigeo Kanemoto
- Kin Sugai : Keiko Kanemoto
- Kaoru Kobayashi : Kinoshita le marin
- Yūko Tanaka : Aiko Shimizu
- Chikage Awashima : Shigeko Ichikawa
- Akira Emoto : Michio Nakai
- Jun Miho : Akiko Nakai
- Naho Toda : Nobuko Tsuda
- Teruyuki Kagawa : Shin'ichi Tsuda

## Distinctions
Le film a reçu l'Alhambra d'argent au festival Cines del Sur et le prix du public au festival international des cinémas d'Asie de Vesoul 2011.